# Eugène-Pierre Gourdet
Eugène-Pierre Gourdet, né le 9 novembre 1819 à Paris où il est mort le 8 janvier 1889 est un peintre et dessinateur français.

## Biographie
Eugène-Pierre Gourdet naît à Paris le 9 novembre 1819, il est le fils du peintre Gabriel Michel Grégoire Gourdet (1787-1864) et d'Anne Aimante Lecrosnier (1794-1870).
Il est formé par son père et a exposé au Salon de peinture et de sculpture à partir de 1840.
Le 8 juin 1841, il épouse Élisa Caroline Damonville.
Il a été notablement influencé par l'ornementation islamique et collabore régulièrement avec Jules Lachaise, son beau-frère. Comme lui, il est connu pour ses motifs ornementaux et ses décorations d'intérieur destinés à la monarchie et à l'aristocratie françaises du Second Empire, qui les prisent pour leur style « riche, opulent et dérivé ».
Il meurt à Paris le 8 janvier 1889 à son domicile de la cité du Wauxhall à l'âge de 68 ans. Il est inhumé au cimetière du Père-Lachaise.

## Galerie

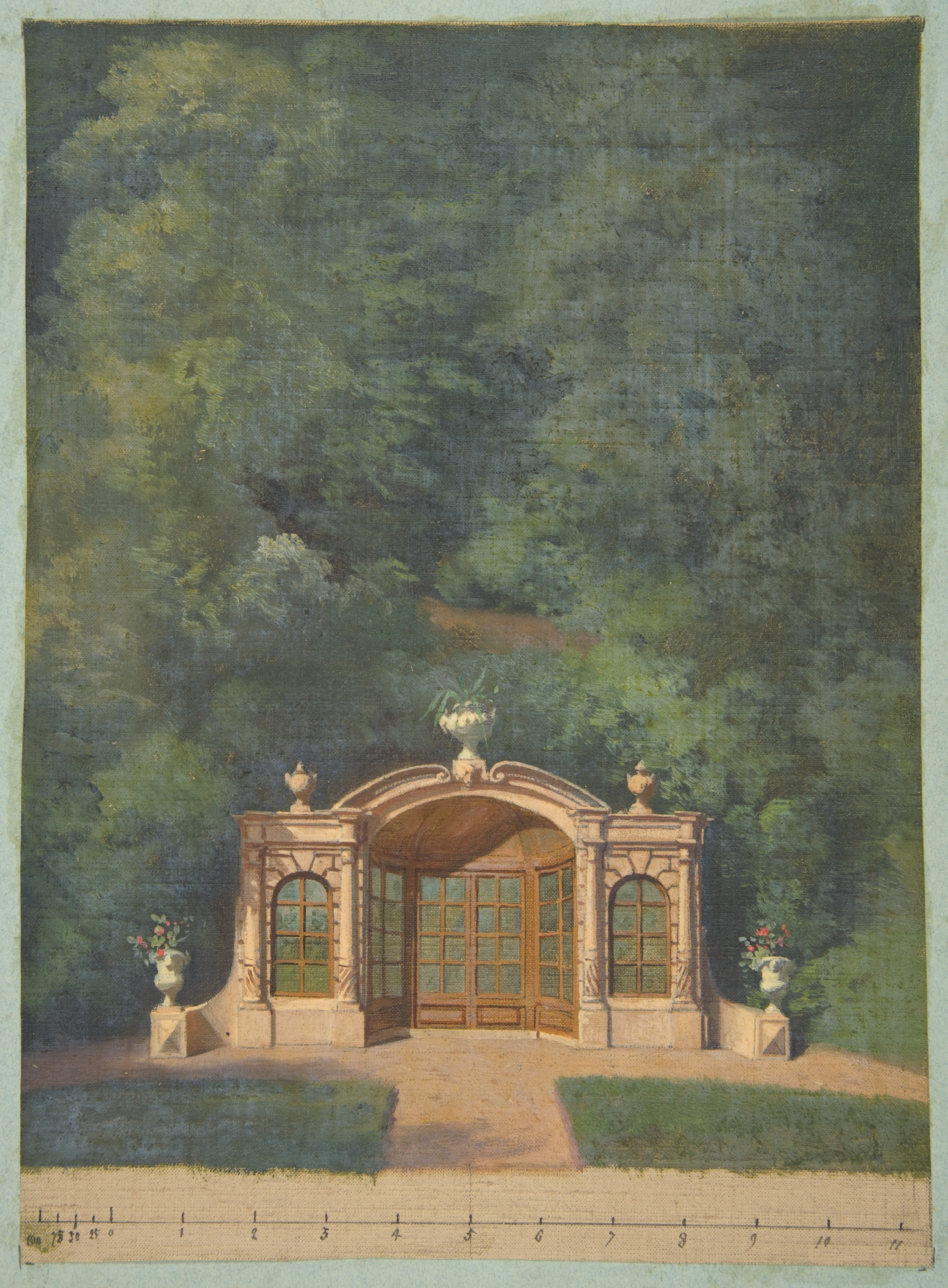
Un pavillon de jardin dans un paysage forestier, avec Jules Lachaise, n. d. (Metropolitan Museum of Art).
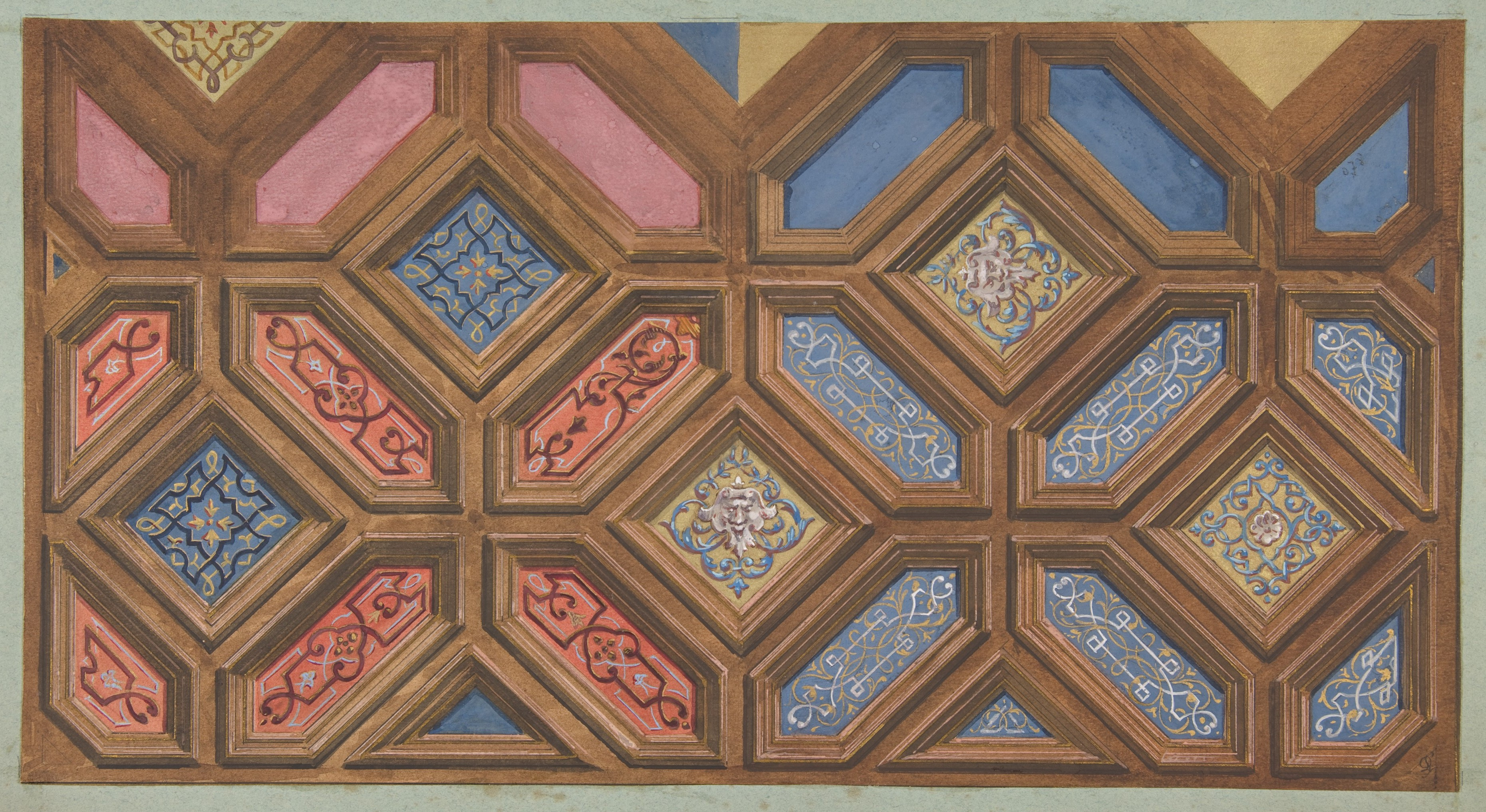
Modèles alternatifs pour la décoration d'un plafond à caissons. Avec Jules Lachaise, n. d. (Metropolitan Museum of Art).
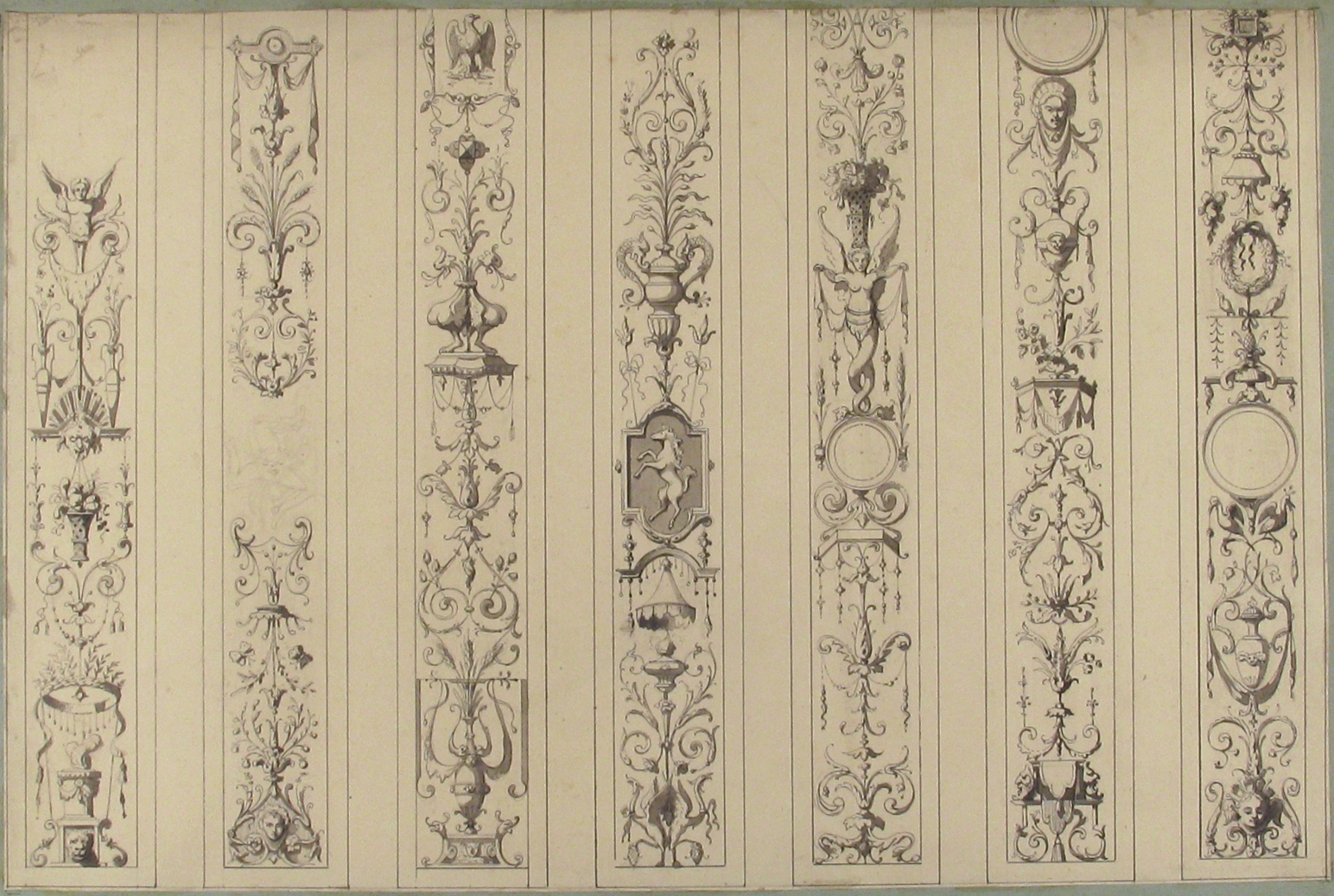
Sept panneaux d'arabesques occidentales, Farnsborough, Angleterre. Avec Jules Lachaise, 1880-1886 (Metropolitan Museum of Art).